# Shitan (Taïwan)
Shitan (chinois traditionnel : 獅潭鄉 ; pinyin : Shītán Xiāng) est une commune du comté de Miaoli située sur l'île de Taïwan, en Asie de l'Est.

## Géographie

### Situation
Shitan est une commune rurale du sud de la partie Nord du comté de Miaoli, sur l'île de Taïwan. Elle s'étend sur 79,432 4 km2, à l'est de Miaoli, capitale du comté.

### Démographie
Au 1er janvier 2017, la commune de Shitan comptait 4 475 habitants (56 hab./km2) dont 44 % de femmes.

### Hydrographie
Shitan comprend un dense réseau de rivières et de ruisseaux qui alimente le fleuve Houlong. Le cours de ce dernier, long de 58 km, passe au sud de la commune, avant de se jeter dans le détroit de Taïwan, dans l'Ouest de la commune de Houlong.

## Toponymie
Shitan tire son nom, 獅潭 (litt. : « lion étang »), de celui d'un étang formant une partie de la frontière entre les villages du Nord de la commune : Yongxing et Baishou. Dans le prolongement de cette étendue d'eau, une crête de montagne aurait l'allure d'un lion (獅) allongé, la tête penchée comme pour boire dans le point d'eau,.

## Économie
Shitan est essentiellement une commune agricole produisant du riz, du thé, des agrumes et des fraises, et exploitant des forêts de bambous et de paulownia. De nombreux hectares du territoire de Shitan sont consacrés à l'agritourisme.